# Шейхство Кувейт
Шейхство Кувейт (араб. مشيخة الكويت) — арабское государство располагавшийся на северо-востоке Аравийского полуострова и на островах Персидского залива с 1871 до 1961 года.

## Политическая структура
Шейх, позже эмир, возглавлял шейхство, обладая политической и религиозной властью. Администрацию поддерживали совет старейшин и местные лидеры, управлявшие районами.

## История
В 1613 году основана столица будущего государства.
В 1670 году он перешел под власть эмирата Бану-Халид после изгнания Османской империи из Восточной Аравии. Семья Бану-Утуб прибыла в регион в середине XVIII века с разрешения эмира Бану-Халид, Садуна бин Мухаммада. В 1752 году Кувейт обрел статус шейхства, когда Джабер I стал независимым правителем.
После прибытия Бану-Утуба, Кувейт стал важным торговым центром между Индией, Багдадом и Персией. Во время персидской осады Басры (1775—1779) в Кувейт прибыли иракские торговцы, что способствовало развитию кораблестроения и торговли. К 1800 году кувейтская морская торговля достигла значительных успехов.
В XIX веке Кувейт стал центром кораблестроения на Персидском заливе, и кувейтские суда активно участвовали в международной торговле, вплоть до плаваний в Китай.
В 1896 году шейх Сабаха II был убит своим сводным братом Мубараком, который вскоре получил признание в качестве провинциального губернатора от Османской империи. В 23 января 1899 году Мубарак Великий подписал соглашение с Великобританией, по которому Кувейт не мог передавать земли или принимать представителей иностранных держав без согласия британцев. Это сделало Кувейт протекторатом Великобритании.
15 декабря 1900 года началась Кувейтско-рашидийская война. Началась она с рейда шейха Кувейта Мубарака ас-Сабаха на центральную Аравию. Первоначально кувейтцы добились успехов, захватив Унайзу, Бурайду, Аль-Зульфи и почти весь Эр-Рияд к 11 марта 1901 года. Однако 17 марта они потерпели поражение от сил эмира Джебель-Шаммара в битве при Шарифе. После этого Абдул-Азиз Ибн Сауд и Мубарак ас-Сабах отступили в Кувейт, а Абд аль-Азиз ибн Митаб Аль Рашид безуспешно осаждал Аль-Джахру в течение 2-3 недель.
После поражения Османской империи в Первой мировой войне Кувейт окончательно стал независимым шейхством под британским протекторатом. Война с Недждом завершилась установлением границ на конференции в Укайре в 1922 году, однако Кувейт не участвовал в этом соглашении, что привело к ухудшению отношений с Недждом.
В начале XX века Кувейт был важным торговым узлом и центром кораблестроения, однако его экономика сильно пострадала во время Великой депрессии, падения спроса на жемчуг и блокады со стороны Неджда.
После открытия нефти в 1938 году экономика Кувейта начала быстро развиваться. Но в том же 1938 году в Кувейте началось восстание, известное как Движение Меджлиса, вызванное экономическим спадом и страхом монополизации нефтяных доходов правящей семьей. Торговцы требовали реформ и создали законодательную ассамблею, которая просуществовала шесть месяцев, прежде чем была подавлена, но стала первым продемократическим движением Кувейта. 19 июня 1938 году состоялись выборы в Законодательный совет. Это были первые, для Кувейта, парламентские выборы. Электорат состоял из 320 человек из числа видных деятелей страны. Президентом законодательного совета был избран шейх Абдулла Аль-Салем.

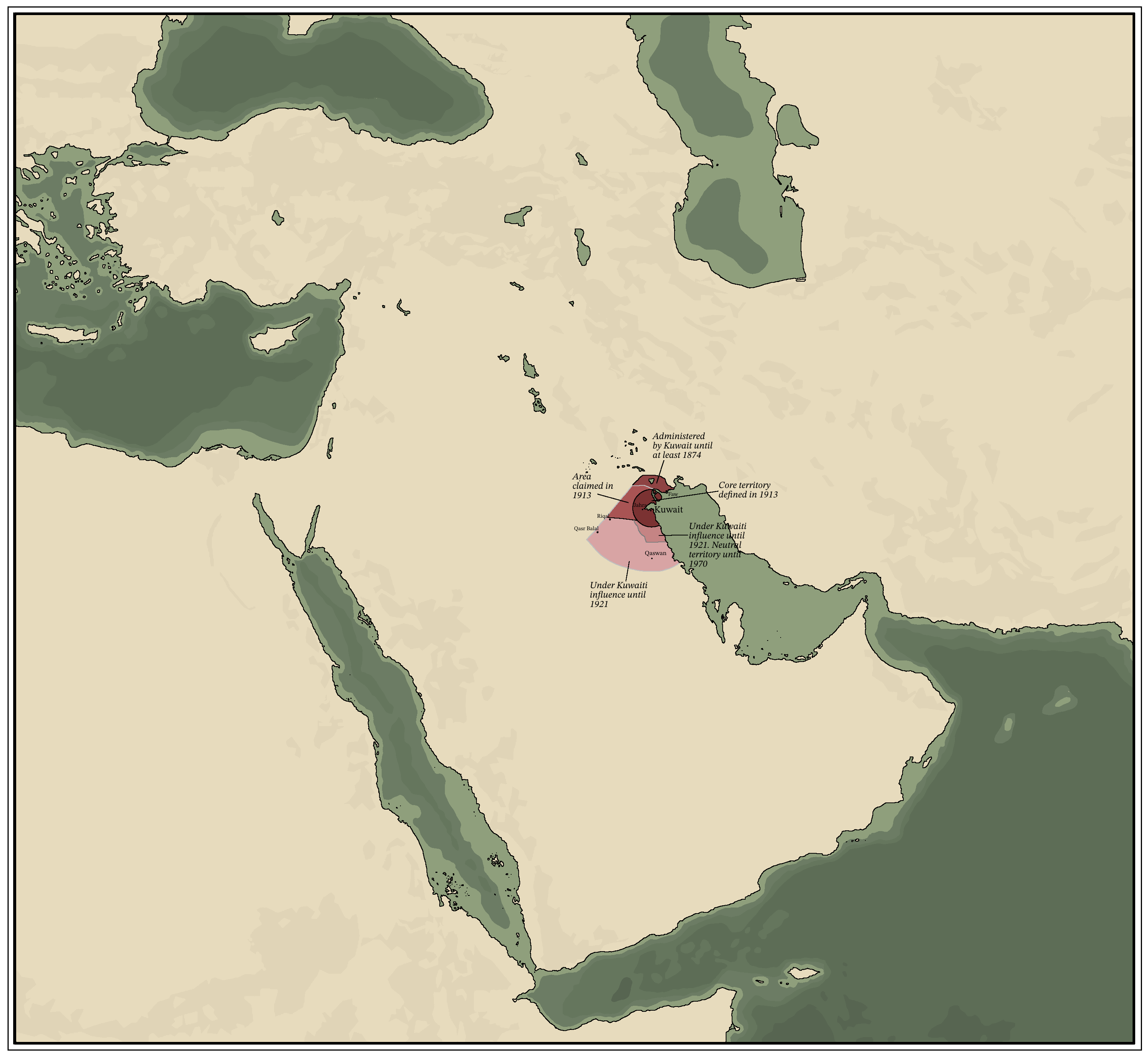
Иллюстрация территориальной эволюции Кувейтского шейхства

В 1950 году Абдалла III пришел к власти. Он начал распределять доходы от нефти через социальные программы и здравоохранение. При нём, благодаря ослабеванию Британской империи, Кувейт стал независимым государством 10 апреля 1961 года, заменив договор с Великобританией 1899 года.
10 апреля 1961 года провозглашен эмират Кувейт.

## Правители
1756—1762 гг. Сабах I
1762—1814 гг. Абдалла I
1814—1859 гг. Джабер I
1859 — ноябрь 1866 гг. Сабах II
ноябрь 1866 — 29 мая 1892 Абдалла II
29 мая 1892 — 17 мая 1896 Мухаммад I
18 мая 1896 — 28 ноября 1915 гг. Мубарак I Великий
28 ноября 1915 — 5 февраля 1917 гг. Джабер II
5 февраля 1917 — 22 февраля 1921 гг. Салем I
22 февраля 1921 — 29 января 1950 гг. Ахмед I
29 января 1950 — 10 апреля 1961 гг. Абдалла III

## Месторасположение
Кувейт находится на северо-востоке Аравийского полуострова, на побережье Персидского залива, граничит с Ираком на севере и Саудовской Аравией на юге.